# Motorpsycho
Motorpsycho (Fundado en 1989 en Trøndertun, Melhus, Noruega) es una banda de Trondheim. Su música generalmente puede ser definida como rock progresivo o psicodélico, pero también suelen mezclar elementos de rock alternativo, jazz, post-rock, pop, country, entre otros estilos musicales. El grupo está compuesto por Bent Sæther (nacido el 18 feb. 1969, en bajo y vocales), Hans Magnus "Snah" Ryan (nacido el 31 dic. 1969, guitarra y vocales) y Tomas Järmyr (batería). Hasta marzo de 2005, Håkon Gebhardt (nacido el 21 jun. 1969) ocupaba este puesto. Una nota de prensa respecto de su salida puede ser encontrada en el sitio web no oficial. Desde diciembre de 2007 a mayo de 2016 Kenneth Kapstad fue el baterista de la banda.

## Biografía
Formado a fines de los 1980s como un grupo de metal alternativo (eligieron su nombre después de ver la película de Russ Meyer del mismo nombre). Motorpsycho pronto desarrolló una mezcla única de grunge, heavy metal y e indie rock, así como también incorporando elementos de los experimentos de ruido sónico realizados por los cercanos Deathprod. El extraordinariamente ambicioso doble álbum de estilo progresivo, denominado "Demon Box" (1993), seguido por una serie de EP y álbumes de perfil relativamente bajo, le consiguieron a la banda un nombramiento para un Grammy Noruego, y aseguró un grupo leal de seguidores en Alemania, Italia, Bélgica y los Países Bajos así como en Escandinavia.
La década de los 1990s fue extremadamente productiva para la banda, pudiendo crear y lanzar material nuevo casi anualmente, y recibiendo muy buenas críticas sobre cada álbum lanzado. Lamentablemente para la banda, las ventas nunca supieron reflejar este hecho en su totalidad.
En 2000, con el álbum "Let Them Eat Cake", Motorpsycho realizó un cambio significativo en su estilo alejándose de sus raíces de hard rock ruidoso, y creando un sonido más suave, con influencias del jazz y una mayor dedicación al proceso de composición y grabación de las canciones. Mantuvieron esta técnica para los siguientes álbumes, Phanerothyme e It's A Love Cult.
El grupo lanzó su largamente esperado álbum doble Black Hole/Blank Canvas el 20 de marzo de 2006 en Europa (aunque éste haya sido filtrado en internet antes de esta fecha). Sus reseñas fueron muy positivas y el disco es considerado su mejor trabajo hasta la fecha, posicionando la banda noruega entre las más innovadoras de la década.
El 28 de marzo de 2008 Motorpsycho lanzó un álbum titulado "Little Lucid Moments", y el 16 de marzo de 2008 lo acompañó un DVD compuesto por videoclips, grabaciones en vivo y documentales llamado "Haircuts".
Para celebrar su 20.º aniversario, la banda lanzó un álbum disponible únicamente en vinilo, de título "Child of the Future", grabado por Steve Albini a principios de agosto de 2009.
En enero de 2010 Motorpsycho libera "Heavy Metal Fruit", un disco que combina estilos psicodélicos y pesados por momentos, sin perder el sonido característico de sus últimos álbumes. Este es también el primer álbum que presenta un productor externo a la banda, Kåre Vestrheim, y también su tercer álbum en menos de dos años.
En octubre de 2011 el festival holandés Effenaar lanzó a la venta un disco en vivo de edición limitada exclusivamente en vinilo titulado "Strings of Stroop – Motorpsycho Live At Effenaar". El álbum presenta cuatro temas grabados durante varios espectáculos en Effenaar entre 1999 y 2010. Solo 500 copias fueron impresas y vendidas en el festival.
El 10 de febrero de 2012 Motorpsycho nuevamente sorprendió con la salida de un doble CD/LP "The Death Defying Unicorn" en colaboración con el tecladista Ståle Storløkken del grupo de improvisación libre Supersilent. El álbum es un reworking de un suite instrumental encargado e interpretado en Moldejazz 2010. Durante 2011, Sæther produjo letras para proveer una narrativa a la música y convertirla en un álbum conceptual. Al igual que en su versión original, la banda y Storløkken contaron con importantes contribuciones de Trondheimssolistene, Trondheim Jazz Orchestra y el violinista Ola Kvernberg.
Luego de la gira por la salida del álbum, la banda sintió la necesidad de regresar a un sonido más tradicional, basado en guitarras. Con Reine Fiske cuando segundo guitarrista, rápidamente grabaron y lanzaron dos nuevos álbumes, Still Life With Eggplant (primavera de 2013) y Behind The Sun (liberado en Marcha 2014).
En 2016, después de varios años de institucionalizar la banda en Noruega, Motorpsycho fue inducida en Rockheim, el Salón de la Fama del Rock and Roll de Noruega, en una ceremonia emitida por televisión.
En 2016 la banda lanzó el álbum de estudio "Here Be Monsters", el cual evolucionó de una pieza de música escrita para el aniversario del museo Oslo Teknisk. La banda compuso y tocó canciones especiales en el museo con la ayuda de Ståle Storløkken, sobre las cuales la banda decidió trabajar posteriormente en el estudio.
En mayo de 2016, antes de comenzar la gira de Here Be Monsters, Kenneth Kapstad dejó Motorpsycho. Los miembros restantes de la banda Sæther y Ryan pasaron el resto del año escribiendo nuevo material, así como también ensayando y presentándose en vivo como banda sonora de la obra de Carl Frode Tiller "Begynnnelser" (en español "Comienzos").
El 2 de enero de 2017, una actualización en la página de la banda anunció la incorporación del baterista  Tomas Järmyr como el tercer miembro permanente de Motorpsycho.En 2017 editan su disco The Tower y el 15 de febrero de 2019 publican The Crucible.

## Formación

### Formación actual
- Bent Sæther – vocalista principal, bajo, guitarras rítmicas, teclados, batería (1989 -)
- Hans Magnus "Snah" Ryan – guitarra líder, vocales, teclados, mandolina, violín, bajo (1989 -)
- Tomas Järmyr – batería (2017 -)

### Miembros anteriores
- Kjell Runar "Killer" Jenssen – batería (1989 - 1991)
- Håkon Gebhardt – batería, vocaes, banjo, guitarra (1991 - 2005)
- Helge "Deathprod" Sten – theremin, instrumentos electrónicos (1992 -1994; productor e invitado frecuente 1994 - 2002, 2007, 2015)
- Lars Lien - teclados, vocales (1994)
- Morten "Lolly" Fagervik @– guitarra rítmica, teclados (1994 - 1996)
- Kenneth Kapstad - tambores, teclados, vocales (2007-2016)

## Discografía

### Álbumes
| Año  | Álbum                             | Posicionamiento en listas | Posicionamiento en listas | Posicionamiento en listas | Posicionamiento en listas | Notas |
| Año  | Álbum                             | NOR                       | GER                       | BEL                       | NLD                       | Notas |
| ---- | --------------------------------- | ------------------------- | ------------------------- | ------------------------- | ------------------------- | --- |
| 1991 | Lobotomizer                       | —                         | —                         | —                         | —                         | Lanzado como LP y CD                                                                                                  |
| 1992 | Soothe / 8 Soothing Songs for Rut | —                         | —                         | —                         | —                         | Mini-LP (entonces llamado "Soothe") y CD (agregando dos temas del sencillo "3 Songs for Rut")                         |
| 1993 | Demon Box                         | —                         | —                         | —                         | —                         | Doble LP y CD (omitiendo tres canciones por limitaciones de espacio)                                                  |
| 1994 | Timothy's Monster                 | 7                         | —                         | —                         | —                         | Triple LP y doble CD, relanzado en 2010 como box de 4 CDs                                                             |
| 1996 | Blissard                          | 3                         | —                         | —                         | —                         | Doble LP y CD, relanzado en 2010 como box de 4 CDs                                                                    |
| 1997 | Angels and Daemons at Play        | 2                         | —                         | —                         | —                         | Doble LP, CD (omitiendo dos temas) y tres CD-EP separados ("Babyscooter", "Have Spacesuit Will Travel" y "Lovelight") |
| 1998 | Trust Us                          | 7                         | —                         | —                         | —                         | Doble LP y doble CD                                                                                                   |
| 2000 | Let Them Eat Cake                 | 1                         | 83                        | —                         | —                         | LP y CD |
| 2001 | Barracuda (miniálbum)             | 8                         | —                         | —                         | —                         | LP y CD |
| 2001 | Phanerothyme                      | 1                         | 80                        | —                         | —                         | LP y CD |
| 2002 | It's A Love Cult                  | 2                         | 91                        | —                         | —                         | LP y CD |
| 2006 | Black Hole/Blank Canvas           | 2                         | —                         | 85                        | —                         | Doble LP, doble CD |
| 2008 | Little Lucid Moments              | 2                         | —                         | —                         | —                         | Doble LP y CD |
| 2009 | Child of the Future               | 2                         | —                         | —                         | —                         | Solo vinilo LP |
| 2010 | Heavy Metal Fruit                 | 2                         | 96                        | —                         | —                         | Doble LP y CD |
| 2013 | Still Life With Eggplant          | 2                         | 93                        | —                         | 79                        | LP y CD |
| 2014 | Behind the Sun                    | 6                         | 53                        | —                         | 81                        | Doble LP, CD, descarga digital                                                                                        |
| 2014 | The Motorpnakotic Fragments       | —                         | —                         | —                         | —                         | Vinilo de 4x 7" y CD                                                                                                  |
| 2016 | Here Be Monsters                  | 2                         | 55                        | —                         | —                         | Vinilo y CD |
| 2016 | Here Be Monsters vol 2            | —                         | —                         | —                         | —                         | Vinilo y CD |
| 2017 | Begynnelser                       | —                         | —                         | —                         | —                         | Doble LP con CD, y DVD de la obra teatral "Begynnelser"                                                               |
| 2017 | The Tower                         | 3                         | 56                        | —                         | —                         | Doble LP, Doble CD |
| 2019 | The crucible                      |                           |                           |                           |                           | |
| 2019 | The Light Fantastic               |                           |                           |                           |                           | |
| 2020 | The All is One                    |                           |                           |                           |                           | |
| 2021 | Kingdom of Oblivion               |                           |                           |                           |                           | |
| 2022 | Ancient Astronauts                |                           |                           |                           |                           | |

### Álbumes en vivo ybootlegs
| Year | Album                                                                            | Peak positions | Notas                                                                         |
| Year | Album                                                                            | NOR            | Notas                                                                         |
| ---- | -------------------------------------------------------------------------------- | -------------- | ----------------------------------------------------------------------------- |
| 1999 | Roadwork Vol. 1 – Heavy metal iz a poze, hardt rock iz a leifschteil             | 7              | En vivo en Europa, 1998                                                       |
| 2001 | Roadwork Vol. 2 – The MotorSourceMassacre: Motorpsycho, The Source and Deathprod | –              | En vivo en el Kongsberg Jazzfestival, 1995                                    |
| 2008 | Roadwork Vol. 3 – The Four Norsemen of the Apocalypse                            | –              | Incluido en el doble DVD "Haircuts"                                           |
| 2011 | Roadwork Vol. 4 – Intrepid Skronk                                                | 26             |                                                                               |
| 2011 | Strings Of Stroop – Motorpsycho Live at Effenaar                                 | –              | Vinilo de edición limitada, lanzamiento semioficial por el festival Effenaar. |

| Año  | Álbum                                                                | Posicionamiento en listas           | Notas    |
| Año  | Álbum                                                                | NOR                                 | Notas    |
| ---- | -------------------------------------------------------------------- | ----------------------------------- | -------- |
| 1993 | Into The Sun (split release with Hedge Hog)                          | Split 7"/CD-sencillo with Hedge Hog |          |
| 2001 | Go To California (split EP release with The Soundtrack of Our Lives) | Split-EP                            |          |
| 2003 | In the Fishtank 10 (miniálbum with Jaga Jazzist Horns)               | 7                                   | Split-EP |

### EP
| Año  | Álbum                       | Posicionamiento en listas |
| Año  | Álbum                       | NOR                       |
| ---- | --------------------------- | ------------------------- |
| 1990 | Maiden Voyage (Demo)        |                           |
| 1993 | Mountain                    |                           |
| 1993 | Another Ugly EP             |                           |
| 1994 | Wearing Yr Smell EP         |                           |
| 1996 | Nerve Tattoo                | 8                         |
| 1996 | Manmower                    |                           |
| 1997 | Babyscooter                 | 14                        |
| 1997 | Have Spacesuit, Will Travel | 13                        |
| 1997 | Lovelight                   | 13                        |
| 1997 | Starmelt                    | 13                        |
| 1998 | Ozone                       | 6                         |
| 1998 | Hey Jane                    | 8                         |
| 2000 | The Other Fool EP           | 1                         |
| 2000 | Walkin' with J EP           | 6                         |
| 2002 | Serpentine EP               | 2                         |

### Singles
- 1992: 3 Songs for Rut
- 1996: Sinful, Windborne
- 2001: The Slow Phaseout (Promo)
- 2001: Go To California (Promo)
- 2006: Hyena (Promo)
- 2010: X-3
- 2010: The Visitant
- 2014: Toys
- 2015: Psychonaut/Toys
- 2016: Spin, Spin, Spin

### Singles and Music Videos
- Have Fun (1992)
- Sheer Profundity (1993)
- Nothing To Say (1993)
- Another Ugly Tune (1994)
- Wearing Yr Smell (1994)
- Feel (1994)
- Now It's Time To Skate (1994)
- Watersound (1994)
- Mad Sun (1996)
- Manmower (1996)
- Sinful, Wind-Borne (1996)
- The Nerve Tattoo (1996)
- Starmelt/Lovelight (1997)
- Hey, Jane (1998)
- The Other Fool (2000)
- Walkin' With J (2000)
- Go To California (2000)
- The Slow Phaseout (2001)
- Serpentine (2002)
- Victim of Rock (2014)
- On a Plate (2014)
- Spin, Spin, Spin (2016)

- Datos: Q1949910
- Multimedia: Motorpsycho / Q1949910